# هجرة حرة
تعني الهجرة الحرة أو الهجرة المفتوحة أن يمتلك أي شخص إمكانية السفر إلى أي بلد يقع عليه اختياره.
من منظور حقوق الإنسان، يمكن اعتبار الهجرة الحرة مكملة للمادة 13 من الإعلان العالمي لحقوق الإنسان:
1. يمتلك كل فرد الحق في حرية التنقل والإقامة داخل حدود أي دولة.
2. يمتلك كل فرد الحق في مغادرة أي بلد، بما في ذلك بلده، ويحق له العودة إليه.[1]

## أمثلة على الهجرة الحرة

### الهجرة الحرة للاجئين السياسيين والفارّين من الحروب
يمكن أن تؤدي الفوضى المرتبطة باندلاع حرب في دولة ما إلى انهيار حدود هذه الدولة، وحدوث الهجرة الحرة. تسبب محاولات البشر الطبيعية للفرار من الصراع، أو الهروب من عدو قاهر، تحولهم إلى لاجئين. حتى في حالة وجود ضوابط على الحدود ستكون الغلبة للأعداد الهائلة من الناس. بمجرد الاستقرار في مخيمات اللاجئين، قد يستغرق هؤلاء المهاجرون عقودًا من الزمن للعودة إلى الوطن، أو لتجنيسهم في بلدهم الجديد، بشكل مشابه لوضع الفلسطينيين في الأردن.
خلال الحرب الباردة، نشأت مفارقة أو جدل حول موضوع الهجرة الحرّة، فبينما منعت بعض الدول الشيوعية الهجرة، قبلت بلدان العالم الحر الفارين على أراضيها. استمرت هذه السياسة بالنسبة للكوبيين والهمونغ، وكلاهما سُمح لهما بأشكال معينة من الهجرة الحرة إلى الولايات المتحدة على أساس وضعهم كلاجئين.

### المناطق ذات الهجرة الداخلية الحرة
- توجيهات حقوق المواطنين (أوروبا).
- الاتحاد الاقتصادي الأوراسي.
- مجموعة غرب إفريقيا الاقتصادية (إيكواس).
- معاهدات الصداقة بين الهند وبوتان، وبين الهند ونيبال.
- اتفاقية السفر ترانس تاسمان بين نيوزيلندا وأستراليا.
- اتفاق الشراكة الحرة بين الولايات المتحدة، وجزر مارشال، وميكرونيزيا المتحدة، وبالاو.
- السوق والاقتصاد الموحدين للجماعة الكاريبية (مع قيود).
- جنسية ميركوسور (أمريكا الجنوبية).
- منطقة السفر المشتركة بين المملكة المتحدة، وملحقات التاج البريطاني (جيرزي، وغيرنزي، وجزيرة مان) وأيرلندا.[3]
- اتفاقية أمريكا الوسطى 4 لمراقبة الحدود بين السلفادور، وغواتيمالا، وهندوراس، ونيكاراغوا.

### المناطق ذات الهجرة الخارجية الحرة
يُسمح لجميع الأشخاص -بغض النظر عن جنسيتهم- بالعيش والعمل في سفالبارد بدون تأشيرة أو تصريح إقامة، بشرط إثبات قدرتهم على إعالة أنفسهم.

## القوانين والأخلاقيات
وافقت العديد من الدول على موضوع الحدود المفتوحة والهجرة الحرة، وعارضته دول أخرى. تسمح بعض الدول للأشخاص بالسفر بحرية من دولة إلى أخرى ومن ولاية إلى ولاية دون التعرض لخطر الترحيل أو العقوبة. يتفق مؤيدو الهجرة الحرة على وجوب «بناء منظور للهجرة يعكس الالتزام الليبرالي بالقيمة الأخلاقية المتساوية لجميع الناس، ما يعني تبّني وجهة نظر عالمية حقيقية للهجرة».
استُخدمت أفكار مختلفة لتبنّي نظرة عالمية للهجرة، مثل أفكار الصحفيين جوناثان وولف، وأفنير دي شاليت حول الهجرة. ذكر وولف ودي شاليت أن استخدام القانون والأخلاق عامل إيجابي في الجدل حول الهجرة الحرة. لا ينطبق النقاش حول الهجرة الحرة على بلد معين فقط، بل يستمر في نطاق أوسع للوصول إلى حرية تنقل جميع الناس بين جميع البلدان. يعتبر هذا المفهوم مهمًا بشكل خاص للأماكن التي تشهد معظم حركات الهجرة، بما في ذلك الدول المضيفة والمستقبلة.
لا تقتصر الهجرة الحرة على فترة زمنية معينة، ولكنها أصبحت أكثر أهمية وإثارة للجدل في السنوات الأخيرة، خاصةً في الولايات المتحدة بعد هجمات 11 سبتمبر، يؤخذ مفهوم الهجرة الحرة بعين الاعتبار عند مقارنة الهجرة بحقوق الإنسان الأساسية. «وبالتالي فإن تقييد الهجرة في معظم الحالات هو تصرّف غير مبرر وغير أخلاقي». إن موضوع الهجرة الحرة ليس موضوعًا تناقشه الحكومات الوطنية لدول مختلفة فقط، بل موضوع نقاش عالمي يخص جميع الناس من جميع الدول. يمكن للدول والأشخاص من جميع أنحاء العالم أن يتعلموا من بعضهم، ويشتركون مع بعضهم في محاولة للتوصل إلى حل عادل للمشكلات المتعلقة بالهجرة، والهجرة الحرة.
وضعت قيود على الهجرة الحرة ببطء على مدار التاريخ الحديث بسبب التقدم المجتمعي، الذي تسبب في قيام مجتمعات أكثر استقلالية، قامت بدورها بوضع قوانين وسياسات وأنظمة أكثر صرامة فيما يتعلق بالهجرة. مع انغلاق الدول على نفسها، وإغلاق حدودها أمام غير المقيمين، من الصعب أن تصبح الهجرة الحرة آمنة. على الضباط المعنيين بموضوع الهجرة اتباع سياسة توفر معاملة متساوية لجميع المهاجرين، ويجب عليهم وضع آرائهم السياسية وراءهم والعودة إلى القانون، تاركين نزاعاتهم الأخلاقية الشخصية للالتزام بالقانون والسياسة. يركز الفلاسفة السياسيون على حرية التنقل كحق من حقوق الإنسان، وكمساعدة لأولئك الذين يعانون من الفقر أو عدم المساواة.
على الرغم من عدم وجود تعريف ثابت للتصرفات التي تعتبر مقبولة أخلاقيًا أو قانونيًا في المجتمع، إلا أن لكل فرد رأيه الخاص بما يمكن اعتباره جيدًا للمجتمع وما يمكن اعتباره سيئًا. وضعت حكومة الولايات المتحدة العديد من القوانين الصارمة بشأن الهجرةـ، التي من شأنها الوصول إلى نظام هجرة أفضل. تقر بلدان أخرى بنظام توطين للاجئين مدته سنتان على الأقل، بينما تقر دول أخرى مثل كندا وسويسرا بنظام مدته أربع سنوات.

## الحجج ضد حرية الهجرة
عادةً ما تكون الحجج ضد الهجرة الحرة اقتصادية، أو ثقافية، أو أمنية. صرّح رئيس معهد إنفو للأبحاث الاقتصادية هانز فيرنر سين أن «مصالح الدول الغنية غير متوافقة مع حرية تنقل الأشخاص». صرح ميلتون فريدمان ببيان مشابه «من الواضح أنه لا يمكنك الحصول على هجرة حرة، ودولة غنية». بعض الحجج ضد الهجرة الحرّة قومية، ويدعى بعض النقّاد أن البعض يرفض الهجرة الحرة بسبب «رهاب الأجانب»، ومنهم من يرفضها لحجج مشابهة لتلك التي يضعها معارضي التجارة الحرة، لصالح الحمائية.[بحاجة لمصدر]